# Louis
Louis (Aussprache: [lwi] oder [lu.i]) ist die französische Form des deutschen männlichen Vornamens Ludwig. In Deutschland wird der Name meistens eingedeutscht [ˈluː.is] ausgesprochen.

## Herkunft und Bedeutung
Louis ist die französische Form des althochdeutschen Namens Ludwig. Ludwig ist aus den althochdeutschen Wörtern hlût „laut, berühmt“ und wîg „Kampf“ gebildet. Eine ältere Namensvariante ist Chlodwig und französisch Clovis.

## Verbreitung
Vor den 1980er Jahren wurde der Name Louis bzw. Luis in Deutschland eher selten vergeben. In den 1990er Jahren wurde er jedoch immer populärer. Seit 2005 fand er sich mit der Ausnahme des Jahres 2009 jedes Jahr unter den 10 beliebtesten Jungennamen Deutschlands (Stand: 2022). Die Varianten Louis und Luis werden dabei ungefähr gleichhäufig vergeben.
In Österreich wurde der Name von 1984 bis 2004 nur sporadisch vergeben, danach stieg seine Beliebtheit an. Seit 2013 befindet er sich in den Top-100. Von 1984 bis 2023 wurde der Name rund 1.800 Mal gewählt. Der Name Louis wird in der Schweiz seit 1930 jährlich vergeben. In den 1930er Jahren lag er durchgehend in den Top-100, dann war seine Vergabe stetig rückläufig. Anfang der 1990er Jahre setzte ein Aufwärtstrend ein. Seit der Jahrtausendwende hat sich der Name in den Top-100 und seit 2010 in den Top-30 etabliert. Von 1930 bis 2023 wurde er 7.900 Mal vergeben. Die Vergabe ist auch in Liechtenstein nachgewiesen.
Der Name wird in Frankreich seit dem Jahr 1900 regelmäßig vergeben. Bis 1925 lag er stets in den Top-10, danach ging seine Popularität stetig zurück. Ende der 1970er Jahre setzte ein Aufwärtstrend ein. Seit 1989 befindet er sich wieder durchgehend in den Top-100 und seit 2006 in den Top-10. Von 1930 bis 2023 wurden rund 252.000 Jungen so genannt. In den Niederlanden kommt der Name seit 1930 jedes Jahr in den Hitlisten vor. Von 1930 bis 1957 lag er stets in den Top-100, danach ließ seine Beliebtheit nach. Seit 2017 wird der Name wieder populärer. Im Jahr 2024 belegte er Rang 73. In Belgien befindet sich der Name seit 1998 dauerhaft unter den 10 beliebtesten Jungennamen.
Der Name ist in Polen mäßig beliebt und wird seit 2004 alljährlich bei der Namenswahl berücksichtigt. Louis befindet sich in Dänemark seit der Jahrtausendwende in einem leichten Aufwärtstrend. In Norwegen und Schweden gilt er als mäßig beliebt.
In England und Wales zählt der Name seit 1996 stets zu den Top-100 der Hitlisten. In Schottland kommt der Name seit 1974 regelmäßig in den Hitlisten vor. Zwischen 1999 und 2005 sowie 2018 und 2023 zählte er zu den Top-100. In Nordirland zeichnet sich ein ähnliches Bild ab. Der Name befindet sich in Irland seit 1964 jedes Jahr in den Vornamenscharts. Seit 2016 liegt er durchgehend in den Top-100.
Der Name wird in den USA seit 1880 regelmäßig bei der Namenswahl berücksichtigt. Bis 1941 lag er in den Top-50, danach ließ seine Beliebtheit nach. Seit 2009 wird der Name populärer, jedoch lag er im Jahr 2023 nur auf Rang 236. In Kanada lag der Name von 1920 bis Mitte der 1940er Jahre in den Top-100 der Vornamenscharts. Der Name lag in Neuseeland von 1900 bis 1920 in den Top-100, danach war er nur mäßig beliebt. Seit der Jahrtausendwende ist er wieder unter den 100 beliebtesten Jungennamen anzutreffen und befindet sich in einem Aufwärtstrend. In Australien zählt der Name seit 2013 zu den Top-100. Im Jahr 2024 belegte er Rang 41.

## Varianten
- Bretonisch: Loïc
- Deutsch: Luis
- Portugiesisch: Luís, Luiz
- Spanisch: Luis
  - Katalanisch: Lluís

Weitere Varianten: siehe Ludwig
Zu weiblichen Varianten: siehe Luise

## Namensträger

### Herrscher
- siehe Liste von Herrschern namens Ludwig

### Sonstige
- Louis Agassiz (1807–1873), schweizerisch-amerikanischer Zoologe, Paläontologe und Geologe
- Louis Althusser (1918–1990), französischer Philosoph
- Louis Joseph André (1838–1913), französischer General und Politiker
- Louis Armstrong (1901–1971), US-amerikanischer Jazztrompeter und Sänger
- Louis-Alexandre Berthier (1753–1815), Fürst und Herzog von Neuchâtel und Valengin, Fürst von Wagram, Marschall von Frankreich
- Louis Blériot (1872–1936), französischer Luftfahrtpionier
- Louis de Broglie (1892–1987), französischer Physiker
- Louis of Cambridge (* 2018), britischer Prinz
- Louis Chevrolet (1878–1941), US-amerikanischer Automobilrennfahrer und Unternehmer
- Louis Clark (1947–2021), britischer Dirigent, Multiinstrumentalist und Arrangeur
- Louis Comte (1870–1959), Schweizer Rechtsmediziner und Rektor der Universität Freiburg
- Louis Conne (1905–2004), Schweizer Bildhauer und Grafiker
- Louis Constantin (* 1944), deutscher Bildhauer
- Louis Debeugny (1904–1979), französischer Automobilrennfahrer
- Louis Delluc (1890–1924), französischer Regisseur und Autor
- Louis Dollé (1892–1968), französischer Automobilrennfahrer
- Louis E. Denfeld (1891–1972), US-amerikanischer Admiral
- Louis Elle gen. Ferdinand l’âiné (1612–1689), Frankreich
- Louis Elle gen. Ferdinand fils (1648–1717), Frankreich
- Louis Fauche-Borel (1762–1829), Schweizer Buchdrucker und Buchhändler
- Louis Frommelt (1943–2005), liechtensteinischer Sportschütze
- Louis de Funès (1914–1983), französischer Schauspieler, Regisseur, Filmproduzent und Komiker
- Louis van Gaal (* 1951), niederländischer Fußballspieler und -trainer
- Louis Gérard (1899–2000), französischer Unternehmer und Automobilrennfahrer
- Louis Grivart (1829–1901), französischer Politiker
- Louis Gros (1873–1963), französischer Politiker und Résistant
- Louis Hakizimana (* 1979), ruandischer Fußballschiedsrichter
- Louis F. Hart (1862–1929), US-amerikanischer Politiker, Gouverneur des Bundesstaates Washington
- Louis Hayward (1909–1985), britischer Schauspieler
- Louis Hofmann (* 1997), deutscher Schauspieler
- Louis Hooper (1894–1977), kanadischer Jazzpianist
- Louis Houngnandande (* 1985), beninischer Fußballschiedsrichter
- Louis Jacobi (1836–1910), deutscher Architekt und Archäologe
- Louis I. Jaffé (1888–1950), US-amerikanischer Schriftsteller, Journalist und Herausgeber
- Louis Jeannin (1907–2002), französischer Motorradrennfahrer
- Louis I. Kahn (1901–1974), US-amerikanischer Architekt und Stadtplaner
- Louis Klein (* 1969), deutscher Ökonom, Sozialwissenschaftler und Systemtheoretiker
- Louis van de Laar (1921–2004), niederländischer Politiker und Staatssekretär
- Louis Lang (1861–1937), Schweizer Uhrenfabrikant
- Louis Amédée Lantz (1886–1953), französischer Herpetologe und Chemiker
- Louis Leblois (1854–1928), französischer Rechtsanwalt
- Louis Lépine (1846–1933), französischer Polizist und Politiker
- Fred Louis Lerch (1902–1985), österreichischer Filmschauspieler
- Louis Lübeck (1838–1904), deutscher Cellist
- Louis Malle (1932–1995), französischer Regisseur
- Louis Merck (1854–1913), deutscher Chemiker und Industrieller
- Louis Metz (1802–1882), deutscher Nadlermeister und Politiker
- Louis Michel (1923–1999),  französischer Physiker und Hochschullehrer
- Louis Montoyer (1749–1811), belgisch-österreichischer Architekt
- Louis Navire (1936–2001), italienischer Schriftsteller, siehe Luigi Naviglio
- Louis Noguères (1881–1956), französischer Politiker und Widerstandskämpfer
- Louis Pasteur (1822–1895), französischer Mikrobiologe
- Louis Pierre Alexis Pothuau (1815–1882), französischer Marineoffizier und Politiker
- Louis Poznański (* 2001), deutsch-polnischer Fußballspieler
- Louis Prima (1910–1978), italo-amerikanischer Entertainer, Sänger, Schauspieler und Trompeter
- Louis Rigal (1887–1974), französischer Automobilrennfahrer
- Louis Rivet (1883–1958), französischer General und Geheimdienstchef
- Louis René Édouard de Rohan-Guéméné (1734–1803), Fürstbischof von Straßburg
- Louis Rosenthal (1846–1921), deutscher Ingenieur, Autor und Kinopionier
- Louis Roth (1843–1929), österreichischer Operettenkomponist und Kapellmeister
- Louis Rougier (1889–1982), französischer Philosoph
- Louis Rubenstein (1861–1931), kanadischer Eiskunstläufer und Sportfunktionär
- Louis Rühl (1871–1957), deutscher Brauereiunternehmer und Manager
- Louis Schönherr (1817–1911), deutscher Konstrukteur und Unternehmer, Erfinder des mechanischen Webstuhls
- Louis Schwartzkopff (1825–1892), deutscher Unternehmer
- Louis Joseph Seutin (1793–1862), belgischer Arzt und Chirurg
- Louis Spangenberg (1824–1893), deutscher Architekt und Maler
- Louis Stettner (1922–2016), US-amerikanischer Fotograf
- Robert Louis Stevenson (1850–1894), schottischer Schriftsteller
- Louis Tsatoumas (* 1982), griechischer Weitspringer
- Louis Tomlinson (* 1991), Mitglied der Boyband One Direction
- Louis Vasquez (* 1987), US-amerikanischer American-Football-Spieler
- Louis Villeneuve (1889–1969), französischer Automobilrennfahrer
- Louis Vuitton (1821–1892), französischer Unternehmer
- Louis Wagner (1882–1960), französischer Automobilrennfahrer
- Louis Wright (* 1953), US-amerikanischer American-Football-Spieler
- Louis Zborowski (1895–1924), britischer Automobilrennfahrer und -ingenieur

### Familienname
- Alexandra Louis-Marie (* 1996), französische Degenfechterin
- Alfred Louis (1949–2024), deutscher Mathematiker
- Antoine Louis (1723–1792), französischer Chirurg und Gerichtsmediziner
- Batcheba Louis (* 1997), haitianische Fußballspielerin
- Chantal Louis (* 1969), deutsche Journalistin und Autorin
- Daniel Louis (* 1953), kanadischer Filmproduzent
- Dayana Pierre-Louis (* 2003), haitianische Fußballspielerin
- Detlev Louis (1919–2012), deutscher Unternehmer und Motorradrennfahrer
- Édouard Louis (* 1992), französischer Schriftsteller
- Eleonora Louis (1958–2009), österreichische Kunsthistorikerin und Kuratorin
- Émile Louis († 2013), französischer Serienmörder
- Frank Louis (* 1966), deutscher Bildhauer und Hochschullehrer
- Georges-Auguste Louis (1882–1967), französischer römisch-katholischer Geistlicher und Bischof
- Gérard Louis-Dreyfus (1932–2016), französisch-US-amerikanischer Unternehmer
- Gilbert Louis (* 1940), französischer Priester, Bischof von Châlons
- Hans Louis (1883–1970), Schweizer Architekt
- Hans Walter Louis (* 1948), deutscher Jurist
- Herbert Louis (Geograph) (1900–1985), deutscher Geograph
- Herbert Louis (Maler) (1923–2006), deutscher Maler
- Ivan Louis (* 1990), Schweizer Politiker (SVP) und Kantonsrat
- Jan Louis (* 1959), deutscher Physiker
- Jean Louis (eigentlich Jean Louis Berthault; 1907–1997), französisch-US-amerikanischer Kostümbildner und Modedesigner
- Jeff Louis (* 1992), haitianischer Fußballspieler
- Jefferson Louis (* 1979), britisch-dominicanischer Fußballspieler
- Jerome Louis (* 1987), namibischer Fußballspieler
- Jimmy Jean-Louis (* 1968), haitianischer Schauspieler und Model
- Joe Louis (1914–1981), US-amerikanischer Boxer
- Joe Hill Louis (Be-Bop Boy; 1921–1957), US-amerikanischer Blues-Musiker
- Johannes Louis, deutscher Kameramann
- John J. Louis (1925–1995), US-amerikanischer Wirtschaftsmanager und Diplomat
- John Kobina Louis (* 1964), ghanaischer Geistlicher, Weihbischof in Accra
- Joseph Nemours Pierre-Louis (1900–1966), haitianischer Politiker, Präsident von Haiti
- Julia Louis-Dreyfus (* 1961), US-amerikanische Schauspielerin
- Kethna Louis (* 1996), haitianische Fußballspielerin
- Ludwig Louis (1814–1894), deutscher Jurist und Mitglied des Deutschen Reichstags
- Marc Brian Louis (* 2002), singapurischer Sprinter
- Marco Louis (* 1994), Schweizer Unihockeyspieler
- Margarita Louis-Dreyfus (* 1962), schweizerische Unternehmerin und Milliardärin
- Marie-Denise Fabien Jean-Louis (* 1944), haitianische Ärztin und Regierungsbeamtin
- Marie-Emmanuelle Bayon Louis (1746–1825), französische Komponistin, Pianistin, Salonnières
- Marko Stojanović Louis (* 1985), deutsch-serbischer Basketballspieler
- Michèle Pierre-Louis (* 1947), haitianische Politikerin
- Morris Louis (1912–1962), US-amerikanischer Maler
- Murray Louis (1926–2016), US-amerikanischer Tänzer und Choreograf
- Norbert Otto Louis (1926–2013), deutscher Maler und Grafiker
- Patrick Louis (* 1955), französischer Politiker der Mouvement pour la France
- Peter Louis (1886–1956), deutscher katholischer Priester, Verbandsseelsorger, Publizist und Organisator
- Pierre Louis-Dreyfus (1908–2011), französischer Rennfahrer
- Pierre Charles Alexandre Louis (1787–1872), französischer Mediziner und Epidemiologe sowie Begründer der klinischen Statistik
- Reinold Louis (1940–2024), deutscher Autor und Kenner des kölschen Brauchtums
- Richard Louis (1964–2025), barbadischer Leichtathlet
- Robert Louis (1902–1965), französischer Heraldiker
- Robert Louis-Dreyfus (1946–2009), französisch-schweizerischer Unternehmer
- Rosa Louis (1901–1988), Schweizer Arbeiterinnensekretärin
- Roy Louis (* 1954), niederländischer Jazz-Musiker
- Rudolf Louis (1870–1914), deutscher Musiker, Musikschriftsteller und Musikkritiker
- Saskia Louis (* 1993), deutsche Liebesroman- und Fantasyautorin
- Séraphine Louis (1864–1942), französische Malerin
- Spyridon Louis (1873–1940), griechischer Langstreckenläufer
- Stephan Louis (1954–2011), deutscher Unternehmer
- Suzanne Louis-Lane (* 1965), englische Badmintonspielerin
- Tristan Louis (* 1971), französischer Publizist
- Victor Louis (1731–1800), französischer Architekt
- Wilfried Louis (* 1949), haitianischer Fußballspieler
- Xercès Louis (1926–1978), französischer Fußballspieler und -trainer

### Fiktive Figuren
- Louis Wu, Hauptcharakter aus dem Ringwelt-Universum
- Louis, der Trompete spielende Alligator aus Küss den Frosch (engl. The Princess and the Frog) Walt-Disney-Zeichentrickfilm aus dem Jahr 2009
- Louis de Pointe du Lac, ein Vampir aus Anne Rice’ Buchreihe Chronik der Vampire